# G. William Skinner
George William Skinner (Oakland, Kalifornia, 1925. február 14. – Davis, Kalifornia, 2008. október 28.) (kínai neve pinjin hangsúlyjelekkel: Shī Jiānyǎ; magyar népszerű: Si Csien-ja; egyszerűsített kínai: 施坚雅; hagyományos kínai: 施堅雅) amerikai antropológus, sinológus.

## Élete, munkássága
Skinner 1943-tól az Egyesült Államok haditengerészetének keleti nyelvek iskolájában tanult 18 hónapig a Colorado állambeli Boulderben. Egyetemi diplomát 1946-ban a Cornell Egyetemen szerzett. 1954-ben antropológiából szerzett doktori fokozatot. 1949-től a Cornell Egyetemen tanított. 1958-ban adjunktus lett a Columbia Egyetemen. Két év múlva visszatért a Cornellre, ahol 1962-ben professzorrá nevezték ki. 1990-ben Davisben, a Kaliforniai Egyetemen helyezkedett el. 2005-ben vonult nyugdíjba. Felesége, Susan L. Mann szintén sinológus.
Skinner talán legnagyobb jelentőségű, a sinológiához kapcsolódó eredménye, az úgynevezett „Kína fiziografikus makrorégiói” (Physiographic macroregions of China) elméletének kidolgozása. 1983-ban az Association for Asian Studies elnöki tisztét is betöltötte.

## Főbb művei

### Könyvek, monográfiák
- Report on the Chinese in Southeast Asia. Ithaca: Cornell University, Southeast Asia Program, 1951. 91 pp. (Data papers 1)
- (Szerk.) The Social Sciences and Thailand. Bangkok: Cornell Research Center, 1956. 185 + 125 pp. (in Thai and English)
- Chinese Society in Thailand: An Analytical History. Ithaca: Cornell University Press, 1957. xvii + 459 pp. (Japanese edition: Bangkok: Japanese Chamber of Commerce, 1973, 365 pp.)
- Leadership and Power in the Chinese Community of Thailand. Ithaca: Cornell University Press, 1958. xvii +363 pp. (Monographs of the Association for Asian Studies, III). (Japanese edition: Tokyo: Ajia Keizai Kenkyujo, 1961. 417 pp.). (Reprinted 1979 by Universities Microfilm International)
- (Szerk.) Local, Ethnic, and National Loyalties in Village Indonesia: A Symposium. New Haven: Yale University, Southeast Asia Studies, 1959. 68 pp.
- (Szerk.) Modern Chinese Society: An Analytical Bibliography, Vol. 1, Publications in Western Languages, 1644–1972. Stanford: Stanford University Press, 1973. 1xxviii + 802 pp.
- (Szerk. Winston Hsieh-vel) Modern Chinese Society: An Analytical Bibliography, Vol. 2, Publications in Chinese, 1644–1969. Stanford University Press, 1973. lxxci + 802 pp.
- (Szerk. Shigeaki Tomitaval) Modern Chinese Society: An Analytical Bibliography, Vol. 3, Publications in Japanese, 1644–1971. Stanford: Stanford University Press, 1973. 1xix + 531 pp.
- (Szerk. Mark Elvinnel) The Chinese City Between Two Worlds. Stanford: Stanford University Press, 1974. xiii + 458 pp.
- (Szerk. A. Thomas Kirsch-sel) Change and Persistence in Thai Society: Essays in Honor of Lauriston Sharp. Ithaca: Cornell University Press, 1975. 386 pp.
- (Szerk.) The City in Late Imperial China. Stanford: Stanford University Press, 1977. xvii + 820 pp.
- (Szerk.) The Study of Chinese Society: Essays by Maurice Freedman. Stanford: Stanford University Press, 1979. xxiv + 491 pp.

### Cikkek, könyvfejezetek
- Aftermath of Communist liberation in the Chengtu Plain. Pacific Affairs 24, 1 (Mar. 1951): 61–76.
- The new sociology of China. Far Eastern Quarterly 14, 4 (Aug. 1951): 365–71.
- Peasant organization in rural China. Annals of the American Academy of Political and Social Science 277 (Sept. 1951): 89–100.
- A study in miniature of Chinese population. Population Studies 5, 2 (Nov. 1951): 91–103. (Reprinted in Social Demography, edited by Thomas R. Ford and Gordon F. De Jong. Englewood Cliffs, NJ: Prentice-Hall, 1970, 642–56.)
- Cultural values, social structure and population growth. Population Bulletin of the United Nations 5 (July 1956): 5–12.
- The unity of the social sciences. In The Social Sciences and Thailand. Bangkok: Cornell Research Center, 1956, 3–6. (In Thai and English)
- Chinese assimilation and Thai politics. Journal of Asian Studies 16, 2 (Feb. 1957): 237–50. (Reprinted in Southeast Asia: The Politics of National Integration, edited by John T. McAlister, Jr. New York: Random House, 1973, 383–98.)
- The Chinese of Java. In Colloquium on Overseas Chinese, edited by Morton H. Fried. New York: Institute of Pacific Relations, 1958, 1–10.
- Overseas Chinese in Southeast Asia. Annals of the American Academy of Political and Social Science 321 (Jan. 1959): 136–47.
- The nature of loyalties in rural Indonesia. In Local, Ethnic and National Loyalties in Village Indonesia: A Symposium. New Haven: Yale University, Southeast Asia Studies, 1959, 1–11. (Reprinted in Social Change: The Colonial Situation, edited by Immanuel M. Wallerstein. New York: Wiley, 1966, 265–77.)
- Change and persistence in Chinese culture overseas: A comparison of Thailand and Java. Journal of the South Seas Society 16 (1960): 86100. (Reprinted in Readings in South-east Asian Anthropology, edited by Donald J. Tugby. Brisbane: University of Queensland Press, 1967. Reprinted in Southeast Asia: The Politics of National Integration, edited by John T. McAlister, Jr. New York: Random House, 1973, 399–415.)
- Java's Chinese minority: Continuity and change. Journal of Asian Studies 20, 3 (May 1961): 353–62.
- The Chinese minority. In Indonesia, edited by Ruth T. McVey. New Haven: HRAF Press, 1963, 97–117. (Indonesian translation: Golongan minoritas Tionghoa. In Golongan Etnis Tionghoa di Indonesia, edited by Mely G. Tan. Jakarta: Penderbit PT Gramedia, 1979, 1–29.)
- What the study of China can do for social science. Journal of Asian Studies 23, 4 (Aug. 1964): 517–22. [Chinese translation in Ta-hsüeh sheng-huo (Hong Kong) 6 (1966): 8–13.]
- The Thailand Chinese: Assimilation in a changing society. Asia 2 (Autumn 1964): 80–92.
- Marketing and social structure in rural China, Parts I, II, and III. Journal of Asian Studies 24, 1 (Nov. 1964): 3–44; 24, 2 (Feb. 1965): 195–228; 24, 3 (May 1965): 363–99. (Part I reprinted in Peasant Society: A Reader, edited by Jack M. Potter et al. Boston: Little, Brown, 1967, 63–93; and in Man, Space and Environment: Concepts in Contemporary Human Geography, edited by Paul Ward English and Robert C. Mayfield. New York: Oxford University Press, 1972, 561-601. Parts I, II, and III separately reprinted in Bobbs Merrill reprint series. Reissued 1974, 1977, 1981, 1988, 1994, and 2000 as a pamphlet by the Association for Asian Studies. Japanese edition: Kyoto: Horitse Bunka Sha, 1979. 222 p.)
- Communication (on marketing systems in Communist China). Journal of Asian Studies 25, 2 (Feb. 1966): 319–24.
- Overseas Chinese leadership: Paradigm for a paradox. In Leadership and Authority, edited by Gehan Wijeyewardene. Singapore: University of Malaya Press, 1968, 191–207.
- (Edwin A. Wincklerrel) Compliance succession in rural Communist China: A cyclical theory. In A Sociological Reader on Complex Organization, 2nd ed., edited by Amitai Etzioni. New York: Holt, Rinehart, and Winston, 1969, 410–38.
- Chinese peasants and the closed community: An open and shut case. Comparative Studies in Society and History 13, 3 (July, 1971): 270–81.
- (with Arthur P. Wolf) Maurice Freedman (1920–75) [obituary]. China Quarterly 63 (Sept. 1975): i–iii
- Maurice Freedman, 1920–1975, and Bibliography of Maurice Freedman. American Anthropologist 78, 4 (Dec. 1976): 871–85.
- Mobility strategies in late imperial China: A regional-systems analysis. In Regional Analysis, Vol. 1. Economic Systems, edited by Carol A. Smith. New York: Academic Press, 1976, 327–64.
- Urban development in imperial China [Part One introduction]. In The City in Late Imperial China, edited by G. William Skinner. Stanford: Stanford University Press, 1977, 3–31.
- Urban and rural in Chinese society [Part Two introduction]. In The City in Late Imperial China. Stanford: Stanford University Press, 1977, 253–73.
- Urban social structure in Ch'ing China [Part Three introduction]. In The City in Late Imperial China. Stanford: Stanford University Press, 1977, 521–53.
- Regional urbanization in nineteenth-century China. In The City in Late Imperial China. Stanford: Stanford University Press, 1977, 211–49.
- Cities and the hierarchy of local systems. In The City in Late Imperial China. Stanford: Stanford University Press, 275–364. (Reprinted in Studies in Chinese Society, edited by Arthur P. Wolf. Stanford: Stanford University Press, 1978, 1–77.)
- Vegetable supply and marketing in Chinese cities. China Quarterly 76 (Dec. 1978): 733–93.
- Introduction. In The Study of Chinese Society: Essays by Maurice Freedman. Stanford: Stanford University Press, 1979, xi–xxiv.
- Vegetable supply and marketing in Chinese cities. In Vegetable Farming Systems in China, edited by Donald L. Plucknett and Halsey L. Beemer, Jr. Boulder, CO: Westview Press, 1981, 215–80.
- Chinese history and the social sciences. In Chinese Social and Economic History from the Song to 1900, edited by Albert Feuerwerker. Ann Arbor: University of Michigan, Center for Chinese Studies, 1982, 11–6.
- Asian studies and the disciplines. Asian Studies Newsletter 19, 4 (Apr. 1984)
- Rural marketing in China: Revival and reappraisal. In Markets and Marketing: Proceedings of the 1984 Meeting of the Society for Economic Anthropology, edited by Stuart Plattner. Lanham, Md: University Press of America, 1985, 7–47.
- Presidential address: The structure of Chinese history. Journal of Asian Studies 44, 2 (Feb. 1985): 271–92.
- Rural marketing in China: Repression and revival. China Quarterly 102 (Sept. 1985): 393–413.
- Sichuan's population in the nineteenth century: Lessons from disaggregated data. Late Imperial China 8, 1 (June 1987): 1–79.
- Conjugal power in Tokugawa Japanese families: A matter of life or death. In Sex and Gender Hierarchies, edited by Barbara D. Miller. New York: Cambridge University Press, 1993, 236–70.
- Differential development in Lingnan. In The Economic Transformation of South China: Reform and Development in the Post-Mao Era, edited by Thomas P. Lyons and Victor Nee. Ithaca: Cornell East Asia Program, 1994, 17–54.
- Creolized Chinese societies in Southeast Asia. In Sojourners and Settlers: Histories of Southeast Asia and the Chinese, edited by Anthony Reid. Sydney: Allen and Unwin, 1996, 50–93.
- Family systems and demographic processes. In Anthropological Demography: Toward a New Synthesis, edited by David I. Kertzer and Thomas E. Fricke. Chicago: University of Chicago Press, 1997, 53–114.
- Introduction (and maps). In Migration and Ethnicity in Chinese History: Hakkas, Pengmin, and their Neighbors, by Sow-Theng Leong. Stanford: Stanford University Press, 1997, 1–18.
- Chinese cities, then and now: The difference a century makes. In Cosmopolitan Capitalists: Hong Kong and the Chinese Diaspora at the End of the Twentieth Century. Seattle: University of Washington Press, 1999, 56–79.
- (Mark Hendersonnal és Yuan Jianhuaval) China’s fertility transition through regional space: Using GIS and census data for a spatial analysis of historical demography. Social Science History 24, 3 (Fall 2000): 613–43.